# Sabios del Vargas
Sabios del Vargas fue un equipo venezolano con sede en La Guaira que participaba en la Liga Venezolana de Béisbol Profesional, jugó sus partidos en casa en el ya extinto Estadio Cerveza Caracas, fue comúnmente conocido como El Vargas, que junto a Patriotas de Venezuela, Cervecería Caracas y Navegantes del Magallanes fueron los cuatro equipos fundadores del Béisbol Profesional en Venezuela en el año 1946. Proveniente de la antigua liga de Béisbol Amateur en Venezuela llamada Liga Nacional de Béisbol. 
Sabios del Vargas logró ganar los dos primeros Campeonatos de Béisbol Profesional en Venezuela en las temporadas de 1946 e inmediatamente en la Temporada 1946-1947.

## Historia
El juego de apertura de LVBP se realizó el 12 de enero de 1946. Además de Vargas, el circuito incluyó los equipos Magallanes, Cervecería Caracas y el Equipo Venezuela, lo que resultó en un programa revisado de 30 partidos en los que cada equipo jugó 10 veces una pieza. 
Durante la primera temporada, los juegos se jugaron los jueves y sábados por las tardes, y los domingos por la mañana. Cuando el estadio estaba equipado con luces eléctricas, se añadió un juego los martes por la noche.
En 1946, Vargas fue co-administrado por el lanzador Daniel Canónico y el receptor Roy Campanella, quienes condujeron al equipo al título con un récord de 18-12. En particular, el lanzador Roy Welmaker lanzó en 25 de los 30 partidos, incluyendo 25 aperturas, y registró un récord de 12-8 con 139 ponches y un promedio de 2.68 en promedio de 181⅔ entradas de trabajo. Welmaker lideró la liga en victorias, ponches y ERA para ganar fácilmente la triple corona.
La liga dividió la Temporada 1946-47 en dos partes, mientras que el número de partidos en el calendario se incrementó a 36. La serie final del campeonato enfrentó a Vargas —ganador de la primera mitad— contra Cervecería Caracas —campeón de la segunda mitad — en una serie al mejor de cinco. Vargas derrotó a Cervecería, 3 a 1, para convertirse en el primer equipo en ganar títulos consecutivos en la liga.
Vargas terminó segundo en 1947-48, pero se retiró durante la Temporada 1948-49 debido a problemas económicos. Finalmente, el equipo siguió jugando durante las próximas cuatro temporadas, pero nunca fue capaz de recuperar su prestigio inicial, antes de finalmente doblar al final de la Temporada 1952-53. 
Ya en la Temporada 1953-54 los problemas financieros hicieron que el equipo no se presentara para esa temporada. En la siguiente temporada se decide vender el equipo y denominarlos Santa Marta BBC con sede en La Guaira y en la temporada de 1955-56 el equipo Santa Marta BBC es vendido a un grupo de empresarios de Valencia cambiando su nombre a Industriales de Valencia.

## Récord anual del equipo
| Temporada | Récord                          | Final   | Mánager                          | Nota                                         |
| --------- | ------------------------------- | ------- | -------------------------------- | -------------------------------------------- |
| 1946      | 18-12                           | 1.º     | Daniel Canónico Roy Campanella   | Ganó el título de liga                       |
| 1946-47   | 11-7 (1st half) 6-12 (2nd half) | 1st 3.º | Ernesto Aparicio Daniel Canónico | Ganó el título del campeonato                |
| 1947-48   | 24-15                           | 2.º     | Roy Campanella                   |                                              |
| 1948-49   | 5-10                            | --      | José Rodríguez                   | Retirado antes de que terminara la temporada |
| 1949-50   | 17-31                           | 4.º     | Pelayo Chacón Raymond Brown      |                                              |
| 1950-51   | 27-27                           | 3.º     | Ford Garrison                    |                                              |
| 1951-52   | 22-35                           | 4.º     | Ford Garrison                    |                                              |
| 1952-53   | 26-31                           | 4.º     | José Antonio Casanova            |                                              |

## Jugadores
- Carlos (Terremoto) Ascanio
- Bob Alexander
- Luis Aparicio, Sr.
- Frank Austin
- Frank Baldwin
- Sam Bankhead
- Clarence Beers
- Frank Biscan
- Roy Campanella
- Daniel Canónico
- Bill Cash
- Walt Chipple
- Larry Ciaffone
- Al Cihocki
- Claude Corbitt
- Emilio Cueche
- Clem Dreisewerd
- Jim Dyck
- Howard Easterling
- Robert Elliott
- Jonas Gaines
- Ford Garrison
- Tom Glover
- Sam Hairston
- Hal Hudson
- Sam Jethroe
- Walt Lanfranconi
- Les Layton
- Lynn Lovenguth
- Clyde McNeal
- Frank Mancuso
- Don Newcombe
- Andrew Porter
- William Ricks
- Harry Simpson
- Hilton Smith
- Tommy Warren
- Roy Welmaker
- Marvin Williams
- Johnnie Wittig
- John Wright
- Lenny Yochim
- Ray Dandridge